# Catocala couleti
Catocala couleti là một loài bướm đêm trong họ Erebidae.